# Piratenpartij (Tsjechië)
De Piratenpartij (Tsjechisch: Česká pirátská strana, afgekort Piráti) is een politieke partij in Tsjechië. Deze piratenpartij werd opgericht in 2009.
Tijdens de parlementsverkiezingen van 2021 had de Piratenpartij een stembusakkoord met de centrumrechtse Burgemeesters en Onafhankelijken. Ze behaalden samen 37 zetels, maar vanwege voorkeursstemmen eindigde de Piratenpartij zelf met slechts 4 zetels.
De partij heeft daarnaast 2 senaatszetels, 3 zetels in het Europese parlement, 99 zetels in de regionale raden en 358 zetels in de stadsraden en 13 zetels in de stadsraad van Praag.
De grootste overwinning voor de Tsjechische Piratenpartij vond plaats tijdens de parlementsverkiezingen van 2017. Ze behaalden toen 22 zetels en werden ze zo de derde partij van het land. Dit is bovendien de grootste overwinning ooit voor een landelijke Piratenpartij.

## Verkiezingsuitslagen
| Verkiezing | Aantal stemmen | % van totaal | Aantal zetels       | +/-   | Positie |
| ---------- | -------------- | ------------ | ------------------- | ----- | ------- |
| 2010       | 42.323         | 0,8%         | 0                   | nieuw | 11      |
| 2013       | 132.417        | 2,66%        | 0                   | -     | 9       |
| 2017       | 546.393        | 10,79%       | 22                  | +22   | 3       |
| 2021       | 839.776        | 15,6%        | 4                   | -18   | -       |
| 2021       | 839.776        | 15,6%        | 37 (samen met STAN) | +9    | 3       |